# استيلاء التيوتون على دانزنغ
استولت إمارة نظام التيوتون على مدينة دانزنغ في الثالث عشر من نوفمبر 1308، ونتج عن ذلك مذبحة بين سكانها وأسس لبداية التوتر بين بولندا ونظام التيوتون. انتقل الفرسان إلى الحصن في الأصل كحليف لبولندا ضد مرغريفية براندنبرغ. ومع ذلك، بعد نشوب نزاعات حول السيطرة على المدينة بين النظام وملك بولندا، قتل الفرسان عددًا من المواطنين داخل المدينة واعتبروها ملكًا لهم. يُعرف الحدث أيضًا باسم مذبحة غدانسك. رغم أنه في الماضي، كان موضوع نقاش بين المؤرخين، توصل إلى إجماع على أن العديد من الناس قتلوا ودُمر جزء كبير من المدينة في سياق الاستيلاء.
عقب الاستيلاء، استولى النظام على كل بوميرليا (غدانسك بوميرانيا) واستحوذ على ادعاءات براندنبورغ المفترضة للمنطقة في معاهدة سولدين عام 1309. سُوي النزاع مع بولندا مؤقتًا في معاهدة كاليش 1343. أعيدت المدينة إلى بولندا في معاهدة تورون للسلام عام 1466.

## خلفية تاريخية
في القرن الثالث عشر، كان دوقية بوميرليان يحكمها أعضاء من السامبوردي، الذين كانوا في الأصل رعاة لملوك ودعاة بياست البولنديين. أكد الرؤساء سلطتهم من المعاقل المحصنة. كان المعقل الرئيسي للمنطقة في موقع المدينة القديمة في غدانسك الحالية. تطورت المدينة المجاورة من سوق التجار ومنحت دوق سفيتوبيلك الثاني حقوق مدينة لوبيك عام 1224.
في ظل حكم سفيتوبيلك الثاني، أصبحت غدانسك موقعًا تجاريًا هامًا في فيستولا الدُنيا.
دخلت مرغريفية براندنبرغ المشهد بعد أن أبرم ميستوفين الثاني، نجل سفيتوبيلك معاهدة أرنسفالدي معهم، من أجل تلقي المساعدة ضد أخيه، فارستلاف. استولت المرغريفيون على البلدة عام 1270 أو 1271 من فارتسلاف، لكنهم لم يسلموها إلى مستوفين حتى تمكن الأخير من إجبارهم على ذلك عن طريق إبرام تحالف مع بوليسلاف بوبوزني، دوق بولندا الكبرى. تحت حكم براندنبورغ، اندلعت الصراعات بين السكان السلافيين والألمان، ما أودى بحياة العديد من الناس. في معاهدة كيبنو لعام 1282، وعد مستوفين الثاني بدوقية بوميرليان لحليفه بريزميسل الثاني، دوق بولندا ولاحقًا ملكها، الذي حكم الدوقية بعد وفاة مستوفين عام 1294.
ادعى مرغرفية براندنبرغ أيضًا بملكية المنطقة واغتالت برزيميزل في أوائل عام 1296. كان فلاديسلاف الأول، خليفة برزيميزل، في حالة سيطرة غير محكمة فقط على بومريليا وغدانسك ويسيطر فعليًا على المنطقة عائلة سوينكا المحلية التي وصلت إلى السلطة بالفعل تحت حكم مستوين الثاني. في عام 1301، بعد عام واحد من تتويج وينسيسلاوس الثاني البوهيمي ملكًا لبولندا، أطلق أمراء روغن، الذين ادعوا أيضًا أنهم ورثة بوميرليا، حملة من أجل المنطقة. اتصل وينيسلاوس، الذي طالب مع التاج البولندي أيضًا ببومريليا، بالنظام التيوتوني للمساعدة. احتل الفرسان التوتونيون غدانسك، وصدوا أمراء روغن، وغادروا البلدة عام 1302. في حين أيد الملك النرويجي هاكون ادعاءات روغن، ظلت دعوته عام 1302 للمدن الهانزية للحصول على المساعدة دون إجابة.
توفي وينيسلاوس الثاني عام 1305 وخلفه وينيسلاوس الثالث، الذي قُتل عام 1306. في معاهدة 8 أغسطس 1305، وعدت مرغريفية براندنبورغ وينيسلاوس الثالث بإقليم ميسين مقابل بومريليا، لكن تلك المعاهدة لم ترَ النور أبدًا. ورث النظام التوتوني غيناو من سامبور الثاني، وبالتالي كسب موطئ قدم على الضفة اليسرى من نهر فيتسولا. احتلت براندنبورغ غرب الدوقية بعد تحييد مطالب آخر في المنطقة، وهو أسقف كامين، عن طريق تدمير رؤيته للمنطقة.